# Umbrărești (gmina)
Umbrărești – gmina w Rumunii, w okręgu Gałacz. Obejmuje miejscowości Condrea, Salcia, Siliștea, Torcești, Umbrărești i Umbrărești-Deal. W 2011 roku liczyła 6628 mieszkańców. 